# Phalanta marquesana
Phalanta marquesana is een vlinder uit de familie van de Nymphalidae. De wetenschappelijke naam is gepubliceerd in 1935 door Norman Denbigh Riley.